# Saint-Christophe-du-Bois
Saint-Christophe-du-Bois település Franciaországban, Maine-et-Loire megyében. Lakosainak száma 2843 fő (2022. január 1.). Saint-Christophe-du-Bois Cholet, La Romagne, La Séguinière, Mortagne-sur-Sèvre és Sèvremoine községekkel határos.

## Népesség
A település népessége az elmúlt években az alábbi módon változott:
| Lakosok száma | 1029 | 1885 | 2282 | 2658 | 2584 | 2642 | 2755 | 2794 | 2873 | 2843 |
|               | 1968 | 1982 | 1990 | 2006 | 2013 | 2015 | 2017 | 2019 | 2020 | 2022 |